# Banksula galilei
Banksula galilei is een hooiwagen uit de familie Phalangodidae. De wetenschappelijke naam van Banksula galilei gaat terug op Briggs.